# Siglo 21 (periódico mexicano)
Siglo 21 fue un diario independiente con sede en Guadalajara, Jalisco, fundado el 8 de noviembre de 1991 y desaparecido el 18 de diciembre de 1998.

## Historia
El diario fue fundado el 8 de noviembre de 1991, por Alfonso Dau Dau, comerciante, empresario y exfuncionario del gobierno del estado de Jalisco, y Jorge Zepeda Patterson, economista, sociólogo y periodista.
En los primeros meses de 1991, los anteriormente mencionados contrataron al periodista argentino Tomás Eloy Martínez, para que orientara la planeación del matutino, e impartiera un curso de periodismo a los futuros reporteros del cotidiano.
El diseño editorial fue coordinado por Peggy Espinosa, en tanto que el diseño de la cabecera (en tipografía Skyline) fue de la agencia parisiense Rampazzo et Associés.
Para la Dirección Comercial, llegó Vicente Velázquez, desde Mexicali.
El nuevo matutino innovó en cobertura de los acontecimientos en Jalisco, sobre todo en la capital del estado, en periodismo, y en diseño. Dio una sacudida al panorama dominado por los anquilosados medios de comunicación impresos, al ser crítico y no complaciente con los gobernantes, y al otorgar mayor beligerancia a los sucesos locales, a diferencia de los otros diarios, algunos como El Diario de Guadalajara y El Jalisciense, cofinanciados por el gobierno estatal, y el municipal de Guadalajara, integrados por políticos emanados del Partido Revolucionario Institucional.
Asimismo, con este diario hizo su aparición en Jalisco el periodismo de investigación. Creó suplementos con dedicatoria a la informática y la tecnología, a las universidades locales, y al ocio, con Tentaciones, editado primeramente por Cecilia Jarero y después por Kaliope Demerutis, y cuyos diseños de portada eran realizados por Avelino Sordo Vilchis, diseñador y promotor cultural.
Los subdirectores fueron Francisco Núñez de la Peña y Pablo Arredondo Ramírez, y el editor en jefe, Diego Petersen. Entre los editores se contaron: Víctor Mario Ramos Cortés, Silvia Lailson, José Antonio Cázares Munguía, Manuel Baeza, Juan Carlos Núñez Bustillos, José Rubén Alonso González, Luis Miguel González, Sergio René de Dios Corona, Laura Niembro, Mario Mércuri, Fran Ruiz Perea, Jordi Navas, Alicia Aldrete, Jorge Souza, José Fajardo, Roberto Morán, Guevara Guevara Domínguez, María Rivera y Rosa Juárez. Infografistas: Marconi González y Oldemar.

### Hacia la consolidación
Uno de los puntos de inflexión hacia el crecimiento de Siglo 21 fue la cobertura –previa y posterior– de las Explosiones de Guadalajara del 22 de abril de 1992, a cargo de la joven periodista Alejandra Xanic von Bertrab, quien se dio a la tarea de seguir la pista de reportes de vecinos del Barrio de Analco, en el Sector Reforma de Guadalajara, en el sentido del fuerte olor a gasolina que emanaba del drenaje, a través de las alcantarillas de las calles.
Otro, fueron las repetidas menciones del diario Siglo 21 como fuente primaria de información, de parte del periodista Abraham Zabludovsky, titular del noticiario 24 Horas de la Tarde, en Televisa, en días posteriores al crimen del cardenal Juan Jesús Posadas Ocampo, arzobispo de Guadalajara, el 24 de mayo de 1993.
También, una decisión importante que tomó el director Jorge Zepeda antes de las Elecciones estatales de Jalisco de 1995, efectuadas el domingo 12 de febrero de 1995, fue encargar una encuesta para conocer la intención de voto de los ciudadanos jaliscienses, cuyos números y conclusiones fueron publicados profusamente en el diario, un hecho inédito en el periodismo de la entidad. Los resultados de las elecciones, en las que el Partido Acción Nacional obtuvo la gubernatura, los municipios más importantes del estado y 17 de los 20 distritos electorales locales de mayoría relativa, confirmaron las tendencias del ejercicio de investigación.
La utilización de estos instrumentos de medición, previamente a elecciones, fue copiada por otros medios en comicios posteriores.

### Primer diario en México con un defensor del lector
El director Jorge Zepeda instrumentó la figura del defensor del lector, una medida copiada del diario español El País, publicación que a su vez la había imitado de periódicos suecos. La finalidad fue que este actor recibiera e investigara quejas y sugerencias de los lectores respecto de la cobertura de sucesos y la publicación de notas y opiniones, así como responder para recomendar soluciones apropiadas a fin de corregir errores y omisiones. El primer press ombudsman fue el periodista Juan Pablo Rosell Hernández (1940-2010), de Lerdo, Durango, radicado desde hacía años en Guadalajara.

### Cobros al gobierno tapatío
El 19 de abril de 1995, el entonces tesorero municipal de Guadalajara, el panista Óscar García Manzano y Pérez Mugica, informó en conferencia de prensa, que la administración anterior, la del priista Alberto Mora López (6 de mayo de 1992 - 30 de marzo de 1995), otorgó subsidios a numerosas publicaciones jaliscienses, y pagó a Alda Editores, S.A. (casa editora del diario Siglo 21), 275 000 pesos en dos emisiones, vía sendos cheques, números 13120 y 12755, valioso cada uno por 125 000 pesos más 10 por ciento de IVA (137 500 pesos cada cheque), por publicidad (anuncios desplegados) que no había sido impresa a la fecha de la rueda de prensa.

### Sale Zepeda
El 30 de abril de 1997, Jorge Zepeda renunció a su puesto de director y al diario Siglo 21, a causa de desavenencias con el presidente de la empresa Alda Editores, Alfonso Dau, debidas a que este había roto el acuerdo de independencia periodística. Zepeda se mudó a la Ciudad de México, a dirigir la revista semanal Día Siete, y a preparar el nacimiento de un nuevo diario tapatío, que sería Público.

### El plan contra Siglo 21
El lunes 11 de agosto de 1997, alrededor de 90% de la plana editorial y equipo técnico renunció, con la intención de que el periódico no saliera el siguiente día. Alfonso Dau llamó a su amigo el historiador José María Muriá, quien llevó a académicos de El Colegio de Jalisco para sacar adelante la edición. Dau también tuvo el apoyo del escritor Dante Medina Magaña y el investigador Javier Hurtado González.
La edición del 12 de agosto de 1997 salió tarde y con pocas páginas. Mientras Jorge Zepeda anunciaba el lanzamiento de su periódico Público, se enteró de que Siglo 21 no había muerto, a pesar de la desbandada masiva y de que el centro de documentación y conexiones habían sido vandalizados.[cita requerida]
Algunos integrantes de El Colegio de Jalisco, periodistas experimentados como Héctor Huerta y escritores como David Izazaga Márquez, José Israel Carranza Ramírez y León Plascencia Ñol, permanecieron en la redacción de Siglo 21. Este conjunto, apoyado por antiguos empleados del diario, lograron estabilizar al medio, que a partir de ese momento compitió con el periódico que intentó suplantarlo.

### El crédito japonés y la caída de Jorge Zepeda
El plan original de Público era destruir a Siglo 21, y financiarse con la publicidad consolidada que el periódico de Dau tenía. Al existir los dos diarios, el mercado se dividió, causando problemas financieros a ambos medios. Ante la intención del gobierno de Jalisco de obtener un financiamiento para agua, Siglo 21 expuso las irregularidades y conflictos de interés del proyecto, mientras Público mantuvo una cobertura discreta y poco crítica del tema. Pedro Mellado, Héctor Huerta y Gabriela Díaz conseguían documentos que aparecían en la portada de Siglo 21 y plasmaban un estilo periodístico como el de la revista Proceso. Finalmente, el llamado crédito japonés no fue aprobado y la credibilidad de Público quedó severamente dañada, así como sus expectativas de independencia financiera: con una nómina más costosa que la de Siglo 21 (ese fue uno de los incentivos para la salida masiva de la redacción del periódico de Dau) y un mercado publicitario dividido, Jorge Zepeda tuvo que aceptar la oferta de compra de Grupo Multimedios, quien logró quedarse con 66.66 % de las acciones de Público. Zepeda fue «promovido» a una responsabilidad superior en la empresa regiomontana, para separarlo del diario y finalmente propiciar su salida de la organización.

### El fin
El último número de Siglo 21, un diario que fue publicado en el decenio final del siglo XX, fue el del 18 de diciembre de 1998.

## Línea editorial
La línea editorial de Siglo 21 fue crítica e independiente respecto del poder político, y progresista.